# Преброяване на населението
Преброяването на населението е моментно наблюдение върху броя и структурите на населението, провеждани в отделните страни или по-малки техни териториални единици. Основни единици на наблюдение са отделният жител, семейство и домакинство. Целите на преброяванията са получаване на сведения за броя на населението, териториалното му разположение, социални и икономически структури, които са необходими за държавното планиране и управление, организацията на социално–икономическия живот в страната и др. Данните, получени от преброяванията на населението, са солидна база за научни изследвания и разработки в географията, демографията, икономиката, социологията.
ООН препоръчва преброяванията да бъдат извършвани в началото или в края на всяко десетилетие.

## История
Съвременните преброявания на населението водят началото си от САЩ (1790 г.), Швеция и Финландия (1800 г.), Англия, Дания, Норвегия, Франция (1801 г.).

### България
В България изчерпателни преброявания се осъществяват от 1880 г., когато е осъществено преброяване на населението в Княжество България. Първото преброяване от Съединението на България е от 1887 г. До 1985 г. моментните наблюдения върху населението на България са организирани в средата на всяко десетилетие.